# Jonathan Lynn
Jonathan Lynn  (Bath, Somerset; 3 de abril de 1943) es un actor, director y guionista inglés.

## Actor
Su carrera de actor comenzó a mitad de los años sesenta, actuando sobre todo en series de televisión y telefilmes. A partir de la mitad de los años ochenta limitó sus apariciones ante la cámara a algunas películas como Greedy (de la que también fue el director) o Three Men and a Little Lady.

## Director
Entre 1985 y 2003 Lynn ha dirigido nueve películas. A las que hay que sumar el episodio piloto de la serie Ferris Bueller.

### Filmografía
- Clue
- Monjas a la carrera
- My Cousin Vinny
- The Distinguished Gentleman
- Greedy
- Sargento Bilko
- Trial and Error
- The Fighting Temptations
- The Whole Nine Yards
- Wild Target
- The Last First Time (2012)

## Guionista
También su carrera de guionista, como la de actor, ha estado ligada sobre todo a series de televisión. Entre otras se pueden citar: Doctor in Charge (1972-73), Sí ministro (1980-84), Yes, Prime Minister (1986-88).
Para la gran pantalla ha escrito el guion de The Internecine Project, Clue y Nuns on the Run.